# 薛氏海龙
薛氏海龙（学名：Syngnathus schlegeli）为輻鰭魚綱棘背魚目海龙鱼科海龙属的鱼类。分布于非洲东部、印度尼西亚、朝鲜、日本、台湾岛等，小鱼多见于近海，體長可達30公分。该物种的模式产地在日本和中国。可被用作中药。